# Festuca fontqueri
Festuca fontqueri är en gräsart som beskrevs av St.-yves. Festuca fontqueri ingår i släktet svinglar, och familjen gräs. Inga underarter finns listade i Catalogue of Life.